# シャザム!〜神々の怒り〜
『シャザム!〜神々の怒り〜』（シャザム かみがみのいかり、Shazam! Fury of the Gods）は、DCコミックスのキャラクター「シャザム」を主人公としたアメリカのスーパーヒーロー映画。
ニュー・ライン・シネマ、DCフィルムズ、サフラン・カンパニー、マッド・ゴースト・プロダクションズが製作し、ワーナー・ブラザース・ピクチャーズが配給する。『シャザム!』（2019年）の続編であり、「DCエクステンデッド・ユニバース」（DCEU）の第12作目になる。
ヘンリー・ゲイデンとクリス・モーガンの脚本からデヴィッド・F・サンドバーグが監督を務め、ザッカリー・リーヴァイ、アッシャー・エンジェル、ジャック・ディラン・グレイザー、ジャイモン・フンスー、レイチェル・ゼグラー、ヘレン・ミレン、ルーシー・リューらが出演する。
『シャザム!』の続編は、同作が2019年4月に公開された直後に開発を開始し、ゲイデンが脚本家として復帰した。サンドバーグとリーヴァイも同年12月までに復帰することが決まっていた。2020年8月にはタイトルとその他の復帰キャストが確定し、2021年初頭にはゼグラー、ミレン、リューがアトラスの娘たちにキャスティングされた。撮影は同年5月にジョージア州アトランタで開始された。
アメリカでは2022年12月21日に公開予定だったが、延期され、2023年3月17日に日米同時公開となった。

## ストーリー
魔術師シャザムから神々の力を授けられたビリー・バットソンと義兄弟達は、その力を使って事件を解決し、フィラデルフィアの平和を守っていた。ある日、魔力を取り戻したアトラスの娘達が魔術師シャザムに奪われた神々の力を取り戻そうと地球へと来襲してくる。

## 登場人物・キャスト
シャザム
演 - ザッカリー・リーヴァイ、日本語吹替 - 宮野真守
魔術師シャザムの称号を持つ者であり、「ソロモンの知恵、ヘラクレスの強さ、アトラスのスタミナ、ゼウスの全能、アキレスの勇気、そしてマーキュリーのスピード」を持っているスーパーヒーロー。前作にて義兄弟達にシャザムの力を分け与えてドクター・シヴァナを倒した。本作では、その力を義兄弟達と使いフィラデルフィアの平和を守っているが、義兄弟達を束縛し過ぎてしまったことで浮いた存在となってしまった。しかもその影響で、人命を守っても無駄な破壊をしてしまったことで「フィラデルフィアの恥」と呼ばれてしまう。
ビリー・バットソン
演 - アッシャー・エンジェル、日本語吹替 - 緒方恵美
「シャザム！」と唱えるとスーパーヒーローに変身する10代の少年。里子である。
フレデリック・“フレディ”・フリーマン
演 - ジャック・ディラン・グレイザー、日本語吹替 - 阪口大助
ビリーの養兄弟で親友。足が不自由であり、スーパーヒーローの大ファン。
スーパーフレディ
演 - アダム・ブロディ、日本語吹替 - 小野大輔
魔術師シャザム
演 - ジャイモン・フンスー、日本語吹替 - 杉田智和
ビリーを勇者に指名した後に、シャザムの力を与えた古代の魔術師。太古の時代には、テス・アダムの息子のフルートを勇者に選定し、古代エジプトの神々の力を与えた。ビリーを勇者に選定し力を与えたあとに灰となり消滅したと思われたが、へスペラ達によって神々の神殿に幽閉されていた。
アン（アンテア）
演 - レイチェル・ゼグラー、日本語吹替 - 鬼頭明里
アトラスの娘。あらゆる軸を操る力を持つ。フレディと出会ったことで三姉妹の中でも人間達にはかなり好意的となり、フレディと親密な関係になる。
ヘスペラ
演 - ヘレン・ミレン、日本語吹替 - 戸田恵子
アトラスの娘にして、三姉妹のまとめ役。元素を操る力を持つ。
カリプソ
演 - ルーシー・リュー、日本語吹替 - 朴璐美
アトラスの娘。 カオスを引き起こせる力を持つ。自分達神々に歯向かい、力を奪った魔術師と人間達を人一倍恨んでいる。
メアリー・ブロムフィールド
演 - グレイス・キャロライン・カリー、日本語吹替 - 平野綾
ビリーの成熟した学業熱心な姉。
スーパーメアリー
演 - グレイス・キャロライン・カリー、日本語吹替 - 平野綾
メアリーがシャザムの力で変身した姿。スーツの色は赤。
ダーラ・ダドリー
演 - フェイス・ハーマン、日本語吹替 - 遠藤綾
ビリーの気立ての良い妹。
スーパーダーラ
演 - ミーガン・グッド、日本語吹替 - 遠藤綾
ユージーン・チョイ
演 - イアン・チェン、日本語吹替 - 寺田心
ビリーのゲーマーである弟。
スーパーユージーン
演 - ロス・バトラー、日本語吹替 - 北田理道
ペドロ・ペーニャ
演 - ジョバン・アルマンド、日本語吹替 - かぬか光明
ビリーの恥ずかしがり屋で敏感な兄。
スーパーペドロ
演 - D・J・コトローナ、日本語吹替 - 櫻井孝宏
ローザ・バスケス
演 - マルタ・ミランズ、日本語吹替 - 三石琴乃
ビリーとその兄弟の養母。
ビクター・バスケス
演 - クーパー・アンドリュース、日本語吹替 - 楠大典
ビリーとその兄弟の養父。
ダイアナ・プリンス / ワンダーウーマン
演 - ガル・ガドット（カメオ出演）、日本語吹替 - 甲斐田裕子
ゼウスとアマゾン族のヒッポリタ女王の間に生まれ、アマゾン族の王女として育てられた半神にして、ジャスティス・リーグのメンバー。神々の神殿にビリーを埋葬したフレディ達の前に突然現れ、杖の魔力とビリーをシャザムとして復活させた。
ジョン・エコノモス
演 - スティーヴ・エイジー、日本語吹替 - 遠藤純一
スーサイド・スクワッドの司令官アマンダ・ウォラーの部下。シャザムをJSAにスカウトするべく、ビリーの元を訪ねる。
エミリア・ハーコート
演 - ジェニファー・ホランド、日本語吹替 - 水樹奈々
ウォラーの部下。シャザムをJSAにスカウトするべく、ビリーの元を訪ねる。
Dr.サデウス・シヴァナ
演 - マーク・ストロング、日本語吹替 - 子安武人
かつて先代シャザムから勇者の候補者として見出されるが、拒まれたことからシャザムの力に固執し、前作でシャザム達と戦いを繰り広げた男。
ミスター・マインド
声 - デヴィッド・F・サンドバーグ、日本語吹替 - 辻親八
前作にて、独房に収監されたサデウスの前に現れた芋虫。-

## 製作

### 企画
2019年4月に『シャザム!』の公開が成功したことで、ヘンリー・ゲイデンが続編の脚本を担当するために復帰することが明らかになった。また、監督のデヴィッド・F・サンドバーグとプロデューサーのピーター・サフランも復帰することが期待された。同月下旬には、第1作でメアリー・ブロムフィールドが変身した大人のスーパーヒーローの姿を演じたミシェル・ボースが、同役のために5本の映画契約を結んだと述べ、少なくとも1本の続編で復帰することが予想された。ザッカリー・リーヴァイは6月に、続編でシャザム役として主演に復帰することを確認し、2020年半ばの撮影開始予定に向けて脚本の執筆が始まったことを明らかにした。サンドバーグと第1作のスタッフの多くが2019年12月に復帰することが確認され、ニュー・ライン・シネマとワーナー・ブラザース・ピクチャーズは2022年4月1日に続編の公開を予定していた。しかし、この予定は2020年4月にCOVID-19のパンデミックの影響により2022年11月4日へと延期されたことが明らかになった。2020年6月、マルタ・ミランスが1作目の養母ローザ・バスケス役を再演することを認め、撮影がパンデミックのために遅れたことを明らかにした。 

### プリプロダクション
本作のタイトルが、『Shazam！Fury of Gods』であることが明らかになり、2020年8月に開催されたバーチャルイベント「DCファンドーム」のイベント中に、『Fury of the Gods』でティーンエイジャーのビリー・バットソン役のアッシャー・エンジェルと彼が大人へと変身したスーパーヒーローであるリーヴァイ、フレデリック・"フレディ"・フリーマン役のジャック・ディラン・グレイザーと彼が変身した姿であるアダム・ブロディ、ダーラ・ダドリー役のファイス・ハーマンと彼女が大人へと変身した姿であるミーガン・グッド、メアリー・ブロムフィールド役のグレイス・フルトンとその大人版であるボース、ユージン・チョイ役のイアン・チェンとその大人版のロス・バトラー、ペドロ・ペーニャ役のジョバン・アルマンとその大人版のD.J. コトローナが再び同役として戻ってくることが決定した。翌月、リーヴァイは2021年頭に撮影が開始されると述べた。 
映画の公開は10月に再び延期され、2023年6月2日になった。その翌月、マーク・ストロングは、続編でDr. サデウス・シヴァナとして復帰するかどうかの連絡を待っていると述べた。2021年1月、グッドは同年5月に撮影が開始されると述べ、その翌月にはレイチェル・ゼグラーが非公開の「重要な役」にキャスティングされた。ジェフ・ジョーンズは、彼の会社であるマッド・ゴースト・プロダクションズを通じて、サフランが彼の会社であるザ・サフラン・カンパニーとともに、本作を製作することが明らかになった。3月には、ヘレン・ミレンがアトラスの娘であるヘスペラ役に起用され、ゼグラーはヘスペラの妹を演じることが明らかになった。翌月、ルーシー・リューがアトラスのもう一人の娘、カリプソ役でキャスティングされた。5月には、ストロングは続編に出演しないことを明言し、クーパー・アンドリュースは1作目の養父ビクター・バスケス役を再演することが決定した。

### 撮影
2021年5月26日、ジョージア州アトランタで主要撮影が開始され、ギュラ・パドスが撮影監督を務めた。本作の製作は、COVID-19パンデミックの影響で、当初の2020年半ばの開始から遅れた。2021年6月、サンドバーグ監督は、フルトンのヘアメイクをスーパーヒーロー版用に調整することで、ボースに代わってフルトンが本作で大人のスーパーヒーローの姿のメアリーも演じていることを明らかにした。その1ヵ月後、セット写真からジャイモン・フンスーが魔術師シャザム役を再び演じることが明らかになった。 

### 製作終了
2022年11月1日、『シャザム!』シリーズの監督であるデヴィット・F・サンドバーグが自身のTwitterで、ポストプロダクションが終了したことを発表した。

## マーケティング
サンドバーグは、2020年8月に開催されたDC FanDomeのイベント中のバーチャルパネルで続編を宣伝し、映画のタイトルと復帰するキャストを発表した。2021年6月、1週間の撮影を終えたサンドバーグは、本作の新しいコスチュームを着たリーヴァイをフィーチャーしたショートクリップを公開した。これは、その週にコスチュームのセット写真がいくつかリークされた後のことであった。さらなるコスチュームのリークに先んじて、サンドバーグは月末に、本作の新しいスーパーヒーローのコスチュームを着たリーヴァイ、ブロディ、グッド、フルトン、バトラー、コトローナの画像を公開した。 

## 公開
本作品は、2023年3月17日に日米同時公開となった。当初は2022年4月1日に公開が予定されていたが、COVID-19パンデミックの影響で2022年11月4日に延期され、その後2023年6月の公開へと延期されたが、3月17日に公開された。
日本国内でのソフトレンタル・販売についてはデジタル配信が先行する形で2023年4月28日から一部のビデオ・オン・デマンドサービスにてレンタルと販売が開始された。

## 評価
Rotten Tomatoesによれば、258件の評論のうち高評価は49%にあたる126件で、平均点は10点満点中5.6点、批評家の一致した見解は「前作よりも焦点が定まっておらず、満足度の低い『シャザム!〜神々の怒り〜』だが、まだ原作のバカバカしい魅力はほぼ十分に残している。」となっている。
Metacriticによれば、49件の評論の平均点は100点満点中47点となっている。